# 마릴리아넬라
마릴리아넬라(이탈리아어: Mariglianella)는 이탈리아 캄파니아주 나폴리현에 위치한 코무네다. 나폴리로부터 북동쪽 20km 거리에 있다.